# Quakenbrück
Quakenbrück är en stad i Landkreis Osnabrück i förbundslandet Niedersachsen i Tyskland.